# Sportovní lezení na Světových hrách 2017

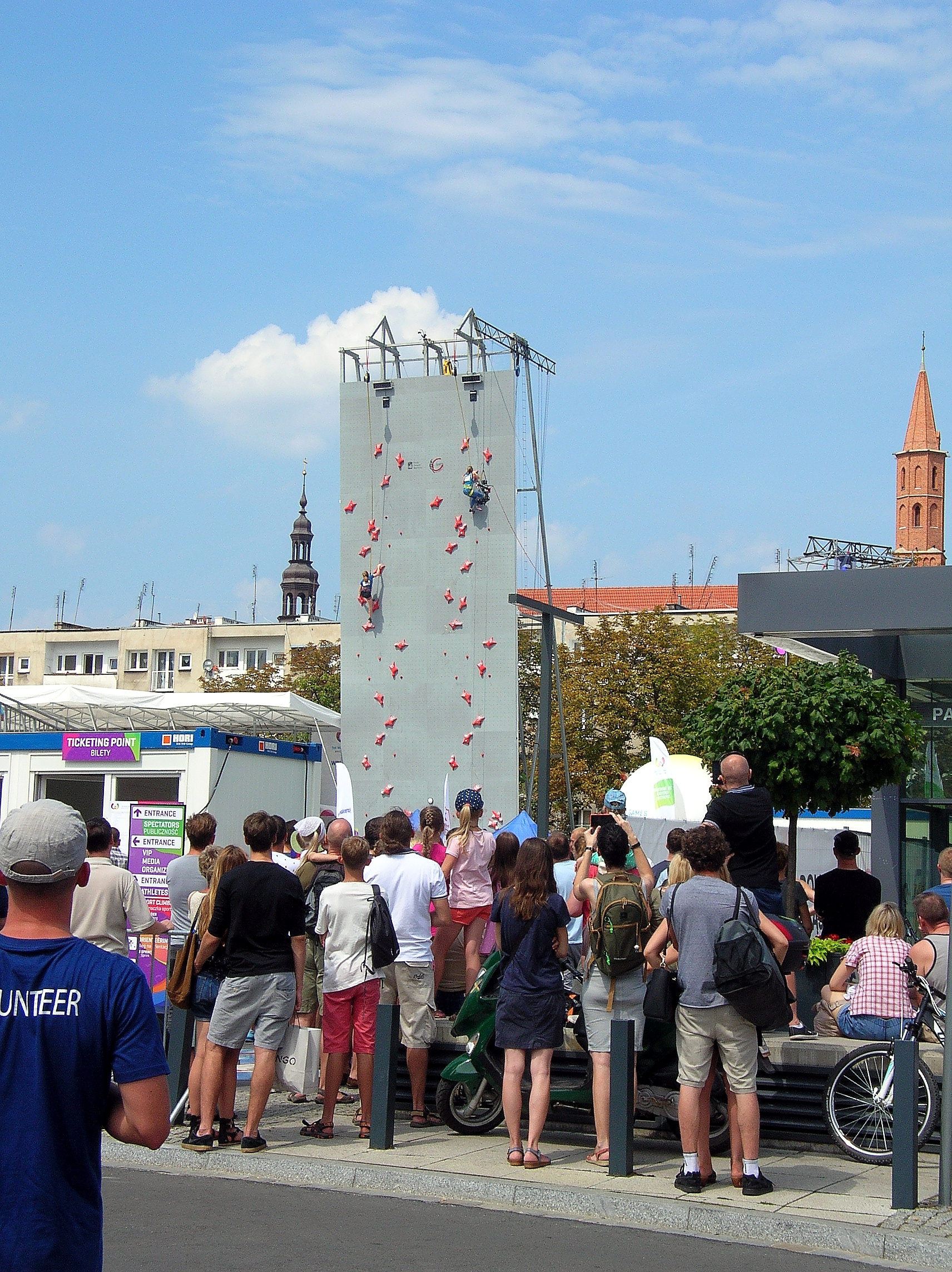
lezení na rychlost na světových hrách 2017

Sportovní lezení bylo na Světových hrách v roce 2017 počtvrté a naposledy, sportovní lezci závodili 21. až 23. července v polské Vratislavi, celé hry probíhaly 20. až 30. července. Od roku 2020 je již lezení na olympijských hrách.
polsky: Światowe Igrzyska Sportowe 2017 - Wspinaczka sportowa (prowadzenie, na czas, bouldering)

anglicky: The World Games 2017 - sport climbing (lead, speed, boulder)
Kromě lezení na obtížnost a na rychlost se poprvé závodilo také v boulderingu, čímž se oproti minulým hrám o třetinu zpřísnily nominační kvóty pro závodníky (3× 12 mužů a žen, dříve 2× 18 mužů a žen), ve sportovním lezení zde mohlo závodit 72 závodníků, nakonec se jich ze 73 přihlášených zúčastnilo jen 68 a udělovalo se 12 medailí.

## Organizátoři
- světové hry: Mezinárodní asociace Světových her (IWGA), Polský olympijský výbor (POC)
- sportovní lezení: Mezinárodní federace sportovního lezení (IFSC), Polský svaz alpinismu (PZA)

### Čeští závodníci
- Český olympijský výbor (ČOV)
- Český horolezecký svaz (ČHS)

### Místo konání
Zahájení her proběhlo na Městském stadionu ve Vratislavi.
Závody ve sportovním lezení se uskutečnily na náměstí (Plac) Nowy Targ přímo uprostřed  Vratislavi poblíž městského úřadu a řeky Odry. Vratislav se nachází 175 km (autem) severozápadně od Hradce Králové.
Dalšími kandidáty na pořádání her v tomto roce byly města Budapešť (Maďarsko), Kapské Město (Jihoafrická republika) a Janov (Itálie).

## Nominační kvóty
Lezci se nominovali z mistrovství světa, světového poháru, mistrovství světa juniorů, kontinentálních mistrovství a z pořadatelské země. Chybějící závodníci byli doplněni z mistrovství světa (celkový maximální počet závodníků 12x 6 = 72, nominovalo se jich 71). Francouzka Anouck Jaubert měla nejvíce nominací (z MS, SP a ME).
| I. Mezinárodní kvóta (6x 6)                  | I. Mezinárodní kvóta (6x 6)                                                                                       | I. Mezinárodní kvóta (6x 6)                        | I. Mezinárodní kvóta (6x 6)                                                                 | I. Mezinárodní kvóta (6x 6)                                                                    | I. Mezinárodní kvóta (6x 6)        | I. Mezinárodní kvóta (6x 6)                                           | I. Mezinárodní kvóta (6x 6)     |
| nominace                                     | obtížnost | obtížnost                                          | rychlost                                                                                    | rychlost                                                                                       | bouldering                         | bouldering                                                            | datum závodů                    |
| -------------------------------------------- | --- | -------------------------------------------------- | ------------------------------------------------------------------------------------------- | ---------------------------------------------------------------------------------------------- | ---------------------------------- | --------------------------------------------------------------------- | ------------------------------- |
| nominace                                     | muži | ženy                                               | muži                                                                                        | ženy                                                                                           | muži                               | ženy                                                                  | datum závodů                    |
| MS 2016 1. místo                             | 1. Adam Ondra 4. Domen Škofic 5. Romain Desgranges                                                                | 1. Janja Garnbret                                  | 1. Marcin Dzieński                                                                          | 1. Anna Cyganovová                                                                             | 1. Tomoa Narasaki                  | 1. Petra Klingler 4. Megan Mascarenas (také 7. na SP)                 | 18.9.2016                       |
| MS 2016 2. místo                             | 2. Jakob Schubert 6. Sean McColl                                                                                  | 2. Anak Verhoeven                                  | 2. Reza Alipourshenazandifar                                                                | 2. Anouck Jaubert                                                                              | 2. Adam Ondra 4. Mickael Mawem     | 2. Miho Nonaka                                                        | 18.9.2016                       |
| MS 2016 3. místo                             | 3. Gautier Supper                                                                                                 | 3. Mina Markovič                                   | 3. Alexandr Šikov                                                                           | 3. Julija Kaplinová                                                                            | 3. Manuel Cornu                    | 3. Akijo Noguči                                                       | 18.9.2016                       |
| doplnění z MS                                | 7. Stefano Ghisolfi 8. Keiičiró Korenaga 9. Ramón Julián Puigblanque 10. Sebastian Halenke 11. Dmitrij Fakirjanov | —                                                  | 5. Leonardo Gontero 6. Stanislav Kokorin 7. Libor Hroza 8. Danijil Boldyrev (také 3. na SP) | 4. Aleksandra Rudzinska 5. Klaudia Buczek 6. Elma Fleuret 7. Darja Kanová 8. Patrycja Chudziak | —                                  | 5. Anna Stöhr 6. Jelena Krasovská 7. Staša Gejo                       | 18.9.2016                       |
| SP 2016 1. místo                             | 1. Domen Škofic                                                                                                   | 1. Janja Garnbret 3. Kim Ča-in                     | 1. Marcin Dzieński 4. Bassa Mawem (také 4. na MS)                                           | 1. Julija Kaplinová 3. Klaudia Buczek                                                          | 1. Tomoa Narasaki 3. Alexej Rubcov | 1. Shauna Coxsey 3. Mélissa Le Nevé 4. Akijo Noguči 5. Monika Retschy | 27.11.2016 23.10.2016 13.8.2016 |
| SP 2016 2. místo                             | 2. Jakob Schubert 4. Stefano Ghisolfi                                                                             | 2. Anak Verhoeven 4. Magdalena Röck                | 2. Stanislav Kokorin                                                                        | 2. Anouck Jaubert 4. Aleksandra Rudzińska                                                      | 2. Kokoro Fudžii                   | 2. Miho Nonaka 6. Fanny Gibert                                        | 27.11.2016 23.10.2016 13.8.2016 |
| MSJ 2016 1. místo (jun)                      | 1. Simon Lorenzi 2. Júki Hada                                                                                     | 1. Margo Hayes                                     | 1. Ludovico Fossali                                                                         | 1. Darja Kanová                                                                                | 1. Borna Čujić                     | 1. Margo Hayes                                                        | 13.11.2016                      |
| II. Kontinentální kvóta (5x 6)               | |                                                    |                                                                                             |                                                                                                |                                    |                                                                       |                                 |
| Mistrovství Asie 2016                        | 1. Keiičiró Korenaga                                                                                              | 1. Akijo Noguči                                    | 1. Ashari Fajri                                                                             | 1. Che Cchuej-lien                                                                             | 1. Jošijuki Ogata                  | 1. Akijo Noguči 2. Aja Onoe                                           | 3.-6.8.2016                     |
| Jihoafrický pohár 2016                       | Oliver Marx | Naureen Bretherick                                 | —                                                                                           | —                                                                                              | Adam Ludford                       | Samantha Stainton                                                     |                                 |
| Mistrovství Evropy 2015                      | 1. Ramón Julián Puigblanque                                                                                       | 1. Mina Markovič 2. Janja Garnbret 3. Jessica Pilz | 1. Libor Hroza                                                                              | 1. Anouck Jaubert 2. Julija Kaplinová 3. Marija Krasavinová                                    | 1. Jan Hojer                       | 1. Juliane Wurmová 2. Anna Stöhr 3. Katharina Saurwein                | 12.7.2015 16.5.2015             |
| Mistrovství Oceánie 2016                     | 1. James Kassay 2. Campbell Harrison                                                                              | 1. Lucinda Ann Stirling                            | 1. Jarred Jordan                                                                            | 1. Olivia Campton-Smith                                                                        | — Campbell Harrison                | — Lucinda Ann Stirling                                                | 19.6.2016                       |
| Panamerické Mistrovství 2016                 | neznámá vlajka | Claire Buhrfeind (také 7.-8. na MS)                | John Brosler                                                                                | Andrea Rojas                                                                                   | Sean McColl                        | —                                                                     |                                 |
| III. Lokální a regionální extra kvóta (1x 6) | |                                                    |                                                                                             |                                                                                                |                                    |                                                                       |                                 |
| Pořadatelská země                            | Maciej Dobrzanski                                                                                                 | Karina Miroslaw                                    | Rafal Halasa                                                                                | Anna Brożek                                                                                    | Andrzej Mecherzynski-Wiktor        | Katarzyna Ekwinska                                                    |                                 |

- stav k 30.6.2017[6]

## Průběh závodů
V pátek začalo lezení na hrách boulderingem, do kvalifikace (4 bouldry) nastoupilo 12 mužů a 11 žen (bez Megan Mascarenas z USA). Z mužů topoval 3 bouldry pouze Tomoa Narasaki, mezi ženami topovali 3 bouldry Akijo Noguči, Miho Nonaka a Fanny Gibert. Postoupilo šest mužů i žen, ve finále se lezly 4 bouldry, které topovali vítězové Jošijuki Ogata a Staša Gejo.
V sobotu se lezly závody na rychlost, tradičním způsobem na standardních 15m cestách, nejprve kvalifikace a poté vyřazovacím pavoukem 8 a 4 závodníci a poté boj o 1. a 3. místo. Nejrychlejší časy měli vítězové ve finále. Reza Alipourshenazandifar 5.58 s a Julija Kaplinová nový světový rekord 7.32 s.
V neděli se lezla obtížnost, jedna kvalifikační cesta a jedna finálová, osm postupujících. V obou kolech byla stejná pořadí jak u mužů, tak i u žen, topy nepadly a rozhodovaly výsledky z kvalifikace.
Nejsilnější reprezentaci zde mělo Japonsko, z osmi nominovaných závodníků (+1 ve dvou disciplínách) získali čtyři medaile, z toho dvě zlaté. Devět domácích (polských) závodníků nezískalo žádnou medaili. Jediný Kanaďan, Sean McColl lezl na obtížnost i rychlost a v první disciplíně získal bronz. Japonka Akijo Noguči byla v obtížnosti a boulderingu 6. a 4. Také Australan Campbell Harrison závodil ve dvou disciplínách, v lezení na obtížnost a v boulderingu, v obou skončil osmý.

### Program
pátek 21. července
- 9:00-10:40 - muži bouldering kvalifikace
- 11:30-13:10 - ženy bouldering kvalifikace
- 16:00-17:30 - muži bouldering finále
- 18:00-19:30 - ženy bouldering finále
- 19:30-19:45 - vyhlášení vítězů

sobota 22. července
- 14:00-14:30 - rychlost kvalifikace
- 17:30-18:40 - rychlost finále
- 18:45-19:00 - vyhlášení vítězů

neděle 23. července
- 9:00-10:00 - obtížnost kvalifikace
- 17:00-18:30 - obtížnost finále
- 18:35-18:50 - vyhlášení vítězů

### Výsledky mužů a žen
| obtížnost                   | obtížnost                | rychlost                     | rychlost                | bouldering                      | bouldering               |
| --------------------------- | ------------------------ | ---------------------------- | ----------------------- | ------------------------------- | ------------------------ |
| muži                        | ženy                     | muži                         | ženy                    | muži                            | ženy                     |
| 1. Keiičiró Korenaga        | 1. Anak Verhoeven        | 1. Reza Alipourshenazandifar | 1. Julija Kaplinová     | 1. Jošijuki Ogata               | 1. Staša Gejo            |
| 2. Júki Hada                | 2. Janja Garnbret        | 2. Danijil Boldyrev          | 2. Anouck Jaubert       | 2. Jan Hojer                    | 2. Miho Nonaka           |
| 3. Sean McColl              | 3. Julia Chanourdie      | 3. Stanislav Kokorin         | 3. Anna Cyganovová      | 3. Alexej Rubcov                | 3. Fanny Gibert          |
|                             |                          |                              |                         |                                 |                          |
| 4. Romain Desgranges        | 4. Kim Ča-in             | 4. Marcin Dzieński           | 4. Marija Krasavinová   | 4. Mickael Mawem                | 4. Akijo Noguči          |
| 5. Domen Škofic             | 5. Jessica Pilz          | 5. John Brosler              | 5. Aleksandra Rudzińska | 5. Tomoa Narasaki               | 5. Monika Retschy        |
| 6. Francesco Vettorata      | 6. Akijo Noguči          | 6. Alexandr Šikov            | 6. Darja Kanová         | 6. Manuel Cornu                 | 6. Margo Hayes           |
| 7. Maciej Dobrzanski        | 7. Mina Markovič         | 7. Bassa Mawem               | 7. Anna Brożek          | 7. Kokoro Fudžii                | 7. Katharina Saurwein    |
| 8. Campbell Harrison        | 8. Claire Buhrfeind      | 8. Libor Hroza               | 8. Patrycja Chudziak    | 8. Campbell Harrison            | 8. Aja Onoe              |
| 9. Ramón Julián Puigblanque | 9. Margo Hayes           | 9. Leonardo Gontero          | 9. Che Cchuej-lien      | 9. Borna Čujić                  | 9. Alma Bestvaterová     |
| 9. Oliver Marx              | 10. Karina Miroslaw      | 10. Ashari Fajri             | 10. Andrea Rojas        | 9. Andrzej Mecherzynski- Wiktor | 10. Katarzyna Ekwinska   |
| —                           | 10. Lucinda Ann Stirling | 11. Rafal Halasa             | 11. Elma Fleuret        | 11. Sean McColl                 | 11. Lucinda Ann Stirling |
| —                           | —                        | 12. Ludovico Fossali         | 12. Klaudia Buczek      | 12. Adam Ludford                | —                        |
| 8 finalistů                 | 8 finalistek             | 4 finalisté                  | 4 finalistky            | 6 finalistů                     | 6 finalistek             |
| bez semifinále              | bez semifinále           | 8 semifinalistů              | 8 semifinalistek        | bez semifinále                  | bez semifinále           |
| 10 mužů                     | 11 žen                   | 12 mužů                      | 12 žen                  | 12 mužů                         | 11 žen                   |

### Medaile podle zemí
| pořadí | stát      | Zlatá medaile | Stříbrná medaile | Bronzová medaile | celkem | závodníků |
| ------ | --------- | ------------- | ---------------- | ---------------- | ------ | --------- |
| 1.     | Japonsko  | 2             | 2                | 0                | 4      | 8         |
| 2.     | Rusko     | 1             | 0                | 3                | 4      | 7         |
| 3.     | Belgie    | 1             | 0                | 0                | 1      | 1         |
| 3.     | Írán      | 1             | 0                | 0                | 1      | 1         |
| 3.     | Srbsko    | 1             | 0                | 0                | 1      | 1         |
| 6.     | Francie   | 0             | 1                | 2                | 3      | 8         |
| 7.     | Německo   | 0             | 1                | 0                | 1      | 3         |
| 7.     | Slovinsko | 0             | 1                | 0                | 1      | 2         |
| 7.     | Ukrajina  | 0             | 1                | 0                | 1      | 1         |
| 10.    | Kanada    | 0             | 0                | 1                | 1      | 1         |
| -      | Polsko    | 0             | 0                | 0                | 0      | 9         |